# جاهيدة بيرجل
جاهيدة بيرجل (بالتركية: Cahide Birgül)‏ (ولدت في 9 أبريل عام 1956 في مدينة أنقرة وتوفت في 1 ديسمبر عام 2009 في مدينة أنقرة) كاتبة تركية. تخرجت جاهيدة بيرجل من قسم العمارة بكلية الهندسة المعمارية بالدولة بمدينة أنقرة. وعملت جاهيدة بيرجل لمدة خمسة عشر عاماً كمهندسة معمارية. وكتبت أيضاً مسرحيات إذاعية من أجل راديو أنقرة بمؤسسة الإذاعة والتلفزيون التركي. وفي عام 1993 كتبت مسرحيات مثل «الصور الفوتوغرافية، أحلام اليقظة والحليات الصغيرة» وذلك في مدينة إسطنبول حيث انتقلت إليها في عام 1993. وبعد ذلك بدأت جاهيدة بيرجل في كتابة الروايات.

## مسرحياتها
•	الصور الفوتوغرافية
•	أحلام اليقظة
•	الحليات الصغيرة

## رواياتها
•	عندما يفتن الظلال – دار نشر ميتس (1998)
•	المستيقظون في الليل – دار نشر أوغلاك (2000)
•	هل تقتليني يا عاطفة؟ - دار نشر الثقافة بالبنك المهني بتركيا (2004)
•	الشرنقة الأرجوانية – دار نشر إفرست (2008)

## أقوالها المتعلقة بالنهر
•	سبيل العقل ما هو إلا فخ – كتاب طلعت حلمان – دار نشر الثقافة بالبنك المهني التركي (2003)

## وصلات خارجية
•	وسام الشرف للبهجة: من أجل جاهيدة بيرجل
•	ألغاز مع جاهيدة بيرجل